# Talambo
Talambo es un centro poblado ubicado en el Departamento de La Libertad, en el Perú.

## Datos básicos
- Talambo se encuentra situado a 3 kilómetros al noreste de la ciudad de Chepén.
- La jurisdicción de Talambo es de 10.954,74 hectáreas, territorio heredado del sistema cooperativo.
- El 30 de septiembre de 1996, mediante resolución N 026-B-MPCH, el poblado de Talambo fue reconocido políticamente por el Consejo Provincial de Chepén como Centro Poblado Menor.

## Contexto histórico
En épocas de hacienda, Talambo cultivó algodón, loc-tao y maíz. Es preciso señalar que la cantidad total de hectáreas en esta época fue de 25.672, de las cuales 4.433 eran cultivables y 21.239 eriazas. En el libro Los dueños del Perú, se señala a Isabel Viuda de Salcedo como dueña de Talambo. Esto supone el poderío económico y político que tenían los hacendados en los inicios de la república.
En el gobierno militar del general Juan Velasco Alvarado se da la llamada reforma agraria, que es el revolucionario proceso de expropiación de las tierras de los hacendados para entregárselos a los trabajadores del campo. El 3 de octubre de 1969 se constituye la Cooperativa Agraria de Producción Talambo Ltda. 31, con su lema "La Unión hace la Fuerza" y se convierte en la cooperativa líder de la región norte. El cooperativismo termina en 1992 con el proceso de parcelación de tierras.

## Turismo
La casona Talambo es uno de los monumentos turísticos más importante de la Provincia de Chepén. Se desconoce su fecha exacta de su construcción, pero es probable que date del siglo XIX. El edificio,en su mayoría, comprende de adobe, caña brava y vigas de algarrobo. Por muchos años fue residencia de los hacendados y en ella se recibió importantes visitas de la política del país.
La Parroquia de Talambo alberga al Santo Patrono San Nicolás de Tolentino, motivo por el cual se celebra su día el 1 de enero. Las actividades religiosas guían la celebración, a las cuales se suman las actividades deportivas, retretas por la Banda de Músicos en el centro poblado, sus barrios y asentamientos humanos, quema de fuegos artificiales, eventos populares como el concurso del Rey Momo, carrera de burros, concentración gallística, y bailes populares.
En un apartado de la casona servía para la administración de la hacienda. Con la llegada de la cooperativa se convirtió en la sede administrativa y gerencial de la misma y en ella se realizaban las asambleas generales de socios.